# Sokołowsko
Sokołowsko [sɔkɔˈwɔfskɔ] (deutsch Görbersdorf in Schlesien) ist ein Ort in der Stadt und Landgemeinde Mieroszów im Powiat Wałbrzyski der Woiwodschaft Niederschlesien in Polen. Es liegt 15 km südlich von Wałbrzych (Waldenburg) und fünf km von Mieroszów entfernt.

## Geografie und Verkehr
Sokołowsko liegt im Südteil des Waldenburger Berglandes in einem 500 m hoch gelegenen Talkessel. Es ist von hohen, bewaldeten Bergen umgeben, die überwiegend aus Porphyrgestein aufgebaut sind. Im Nordosten befindet sich der 898 m hohe Bukowiec (Buchberg) und im Südosten der 903 m hohe Włostowa (Hohes Gebirge). Sokołowsko verfügt über ein ausgedehntes Netz von Wanderwegen und regelmäßige Busverbindungen nach Wałbrzych und Mieroszów. Im Winter ist Sokołowsko ein beliebtes Skilanglaufgebiet. Etwa drei Kilometer südlich verläuft die Staatsgrenze zu Tschechien.

## Geschichte

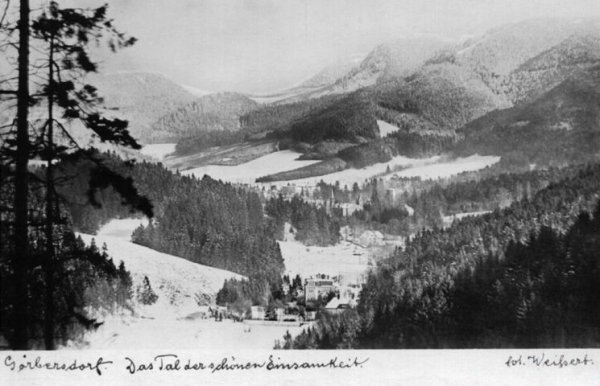
Postkarte, um 1930

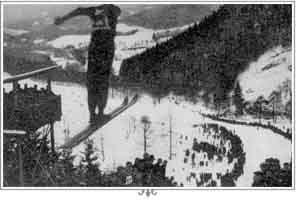
Skisprungschanze, Anfang der 1930er Jahre

Die Besiedlung der Gegend, die damals zum Glatzer Land gezählt wurde, erfolgte um 1250 durch das Benediktinerkloster in Politz. Erstmals erwähnt wurde Görbersdorf als „Girbrechtsdorf“ im Jahre 1350 in einer Aufzählung der zum böhmischen Burgbezirk der Freudenburg gehörenden Ortschaften. Zusammen mit der Freudenburg gelangte Görbersdorf um 1359 an das Herzogtum Schweidnitz, mit dem es nach dem Tod des Herzogs Bolko II. 1368 erbrechtlich an Böhmen fiel. Allerdings stand Bolkos Witwe Agnes von Habsburg bis zu ihrem Tod 1392 ein Nießbrauch zu. Während der Hussitenkriege wurde es vermutlich um 1425 zerstört. Ab 1509 und bis 1941 befand sich Görbersdorf im Besitz der Reichsgrafen von Hochberg (Hoberg, Hohberg) auf Fürstenstein. Wegen der Verwüstungen im Dreißigjährigen Krieg war es im Jahre 1636 nur noch zur Hälfte bewohnt.
Nach dem Ersten Schlesischen Krieg fiel Görbersdorf zusammen mit Schlesien 1742 an Preußen. Im Zweiten Schlesischen Krieg fand in Görbersdorf 1745 eine Schlacht zwischen preußischen und österreichischen Truppen statt. Nach der Neugliederung Preußens gehörte Görbersdorf seit 1815 zur Provinz Schlesien und war ab 1816 dem Landkreis Waldenburg eingegliedert, mit dem es bis 1945 verbunden blieb. Es bildete eine eigene Landgemeinde und war seit 1874 Sitz des gleichnamigen Amtsbezirks, zu dem auch die Landgemeinden Nieder Waltersdorf und Schmidtsdorf gehörten.
Ab Mitte des 19. Jahrhunderts entwickelte sich Görbersdorf zu einem bedeutenden heilklimatischen Kurort. Da auch aus dem Russischen Reich viele Kurgäste kamen, erbaute die Bruderschaft des heiligen Fürsten Wladimir im Jahre 1901 die russisch-orthodoxe Kapelle des heiligen Erzengels Michael. In der ersten Hälfte des 20. Jahrhunderts erlangten auch der Tourismus und der Wintersport an Bedeutung. 1934 wurde eine Skisprungschanze und 1935 eine Freilichtbühne errichtet. 1939 zählte Görbersdorf 791 Einwohner; die Zahl der jährlichen Kurgäste betrug rund 4.000. Görbersdorf fand als „niederschlesischer Luftkurort im Waldenburger Bergland“ und wegen seiner Lungenheilstätten Aufnahme in deutsche Nachschlagewerke der Vorkriegszeit.
Vornehmlich wegen der zahlreichen Kurgäste wurde in den Jahren 1883/1884 eine evangelische Kapelle auf Anregung eines Stiftungsverbandes gebaut und am 18. September 1884 eingeweiht. Die evangelischen Christen wurden durch Kurprediger betreut, die der Evangelische Oberkirchenrat für jeweils sieben Monate einsetzte. Die einheimischen evangelischen Kirchenmitglieder gehörten zur Kirchengemeinde Langwaltersdorf. Der Künstler Johannes Avenarius (1887–1954) malte das Innere der Kapelle in den Jahren 1930 bis 1934 aus. Seit dem Jahr 1921 fanden in dem kleinen Kirchengebäude auch katholische Gottesdienste statt und nach 1945 ausschließlich solche in dem renovierten Gotteshaus.
Als Folge des Zweiten Weltkriegs fiel Görbersdorf 1945 wie fast ganz Schlesien an Polen und wurde in Sokołowsko umbenannt. Die deutsche Bevölkerung wurde vertrieben. Die neuen Bewohner waren zum Teil Heimatvertriebene aus Ostpolen. Die Bedeutung von Sokołowsko als Kurort nahm ab. Ab den 1970er Jahren entwickelte sich der Ort zu einem Wintersportzentrum. 1975–1998 gehörte Sokołowsko zur Woiwodschaft Wałbrzych.

## Heilklimatischer Kurort

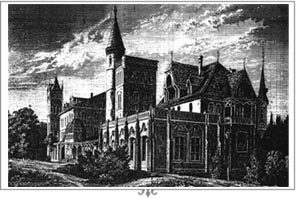
Dr. Brehmers Sanatorium in den 1870er Jahren

Die Entwicklung Görbersdorfs zu einem heilklimatischen Kurort setzte 1849 ein, als Marie von Colomb, eine Nichte des Generalfeldmarschalls Gebhard von Blücher, eine Kaltwasserheilanstalt errichtete, die 1854 von ihrem späteren Schwager, dem Arzt Hermann Brehmer übernommen wurde. Dieser begründete ein Sanatorium für Tuberkulosekranke. Brehmer wandte die von Vincenz Prießnitz entwickelte Methode der Kaltwasserkur und später die Hydrotherapie an und entwickelte überdies ein eigenes Konzept zur heilklimatischen Behandlung Lungenkranker, das beispielgebend für weitere Sanatorien wurde. Thomas Mann verarbeitete das Behandlungskonzept in seinem Roman Der Zauberberg, der zu Anfang des 20. Jahrhunderts im schweizerischen Kurort Davos spielt.

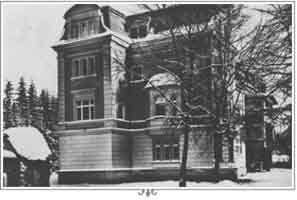
Sanatorium „Marienhaus“, Anfang des 20. Jahrhunderts

Ein mehrjähriger Mitarbeiter (bis 1875) Brehmers war der polnische Internist Alfred von Sokołowski, später Professor an der Universität Warschau, nach dem Görbersdorf nach dem Übergang an Polen 1945 in Sokołowsko umbenannt wurde. Nach Brehmers Tod im Jahre 1889 folgte 1890 kurzzeitig Felix Wolff (1855–1931) und ab Ende 1891 Wilhelm Achtermann (1851–1901) als Chefarzt. 1897 wechselte Achtermann nach Bad Laubbach bei Koblenz, wo er das dortige Sanatorium für Physikalische Medizin übernahm.

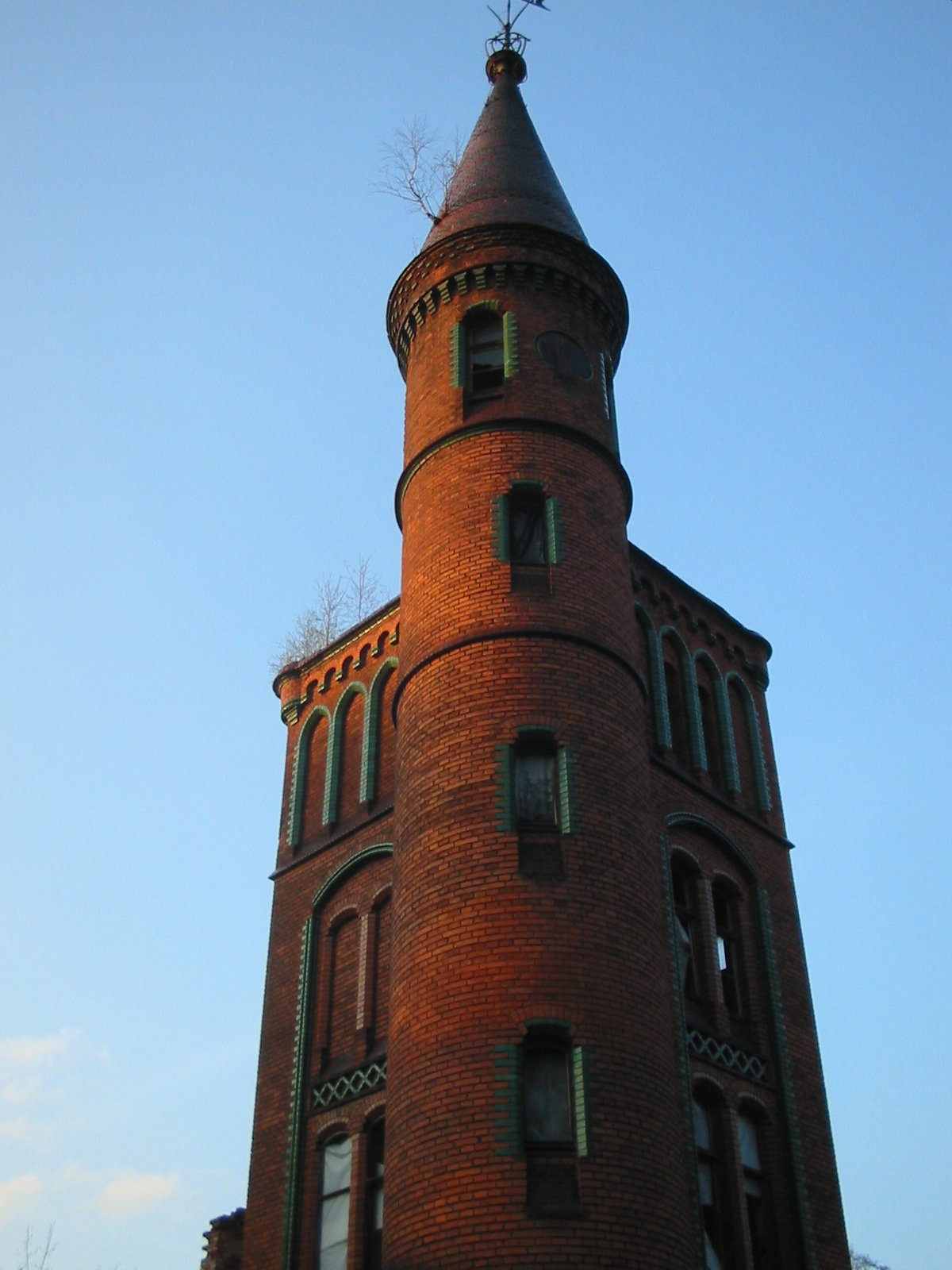
Ruine der ehemaligen Brehmer’schen Heilanstalt

Ab Ende des 19. Jahrhunderts entwickelte sich Görbersdorf zu einem der bedeutendsten Kurorte Deutschlands und wurde von Gästen aus Österreich, Polen, Russland und Skandinavien aufgesucht. Um 1900 besaß Görbersdorf eine Aufnahmekapazität von über 1100 Sanatoriumsplätzen bei rund 1000 Einwohnern. 1876 eröffnete Theodor Römpler (1845–1902) eine zweite große Heilanstalt, der 1883 die von Marie Gräfin Pückler gegründete und 1892 von Johann Weicker (1860–1920) zunächst pachtweise übernommene, später erworbene dritte große Lungenheilanstalt (Marienhaus) folgte. Sie wurde 1894 beträchtlich erweitert. Ein weiteres Sanatorium (Waldow’sches Sanatorium) befand sich im Ortsteil Blitzengrund, heute Ługowina, Teil von Kowalowa, Ortsteil von Mieroszów (Friedland in Niederschlesien). Im gesamten Hochtal entstanden Villen, und für die russischen Gäste wurde 1901 eine russisch-orthodoxe Kapelle erbaut.
Obwohl Görbersdorf im Zweiten Weltkrieg keine Schäden zu verzeichnen hatte, nahm die Bedeutung als Kurort nach 1945 ab. Der Kurbetrieb im ehemaligen Sanatorium Dr. Brehmer wurde zunächst fortgesetzt und das Haus als „Sanatorium Grunwald“ bezeichnet. Dessen Hauptgebäude wurde in den 1950er Jahren dem Verfall preisgegeben und in den 1970er Jahren abgetragen. Ebenso wurden zahlreiche Häuser, die Pavillons im Park sowie der Kurpark devastiert. Stanisław Domin betrieb die Ausweitung des Therapiespektrums auf allgemeine Atemwegsbeschwerden. Nach der politischen Wende von 1989 setzte zudem eine Umorientierung hin zur Gerontopsychiatrie ein. Heute besteht in Sokołowsko neben dem Woiwodschaftszentrum für Lungenerkrankungen auch eine Privatklinik mit Pflegeheim für Demenzerkrankungen und Alzheimer. Auf den kommunalen Schautafeln werden alte Ansichtskarten aus deutscher Zeit abgebildet, die einen Vergleich zwischen einst und jetzt ermöglichen, z. B. das frühere Kaiserliche Postamt mit dem noch vorhandenen ehemaligen Postgebäude.

## Sehenswürdigkeiten

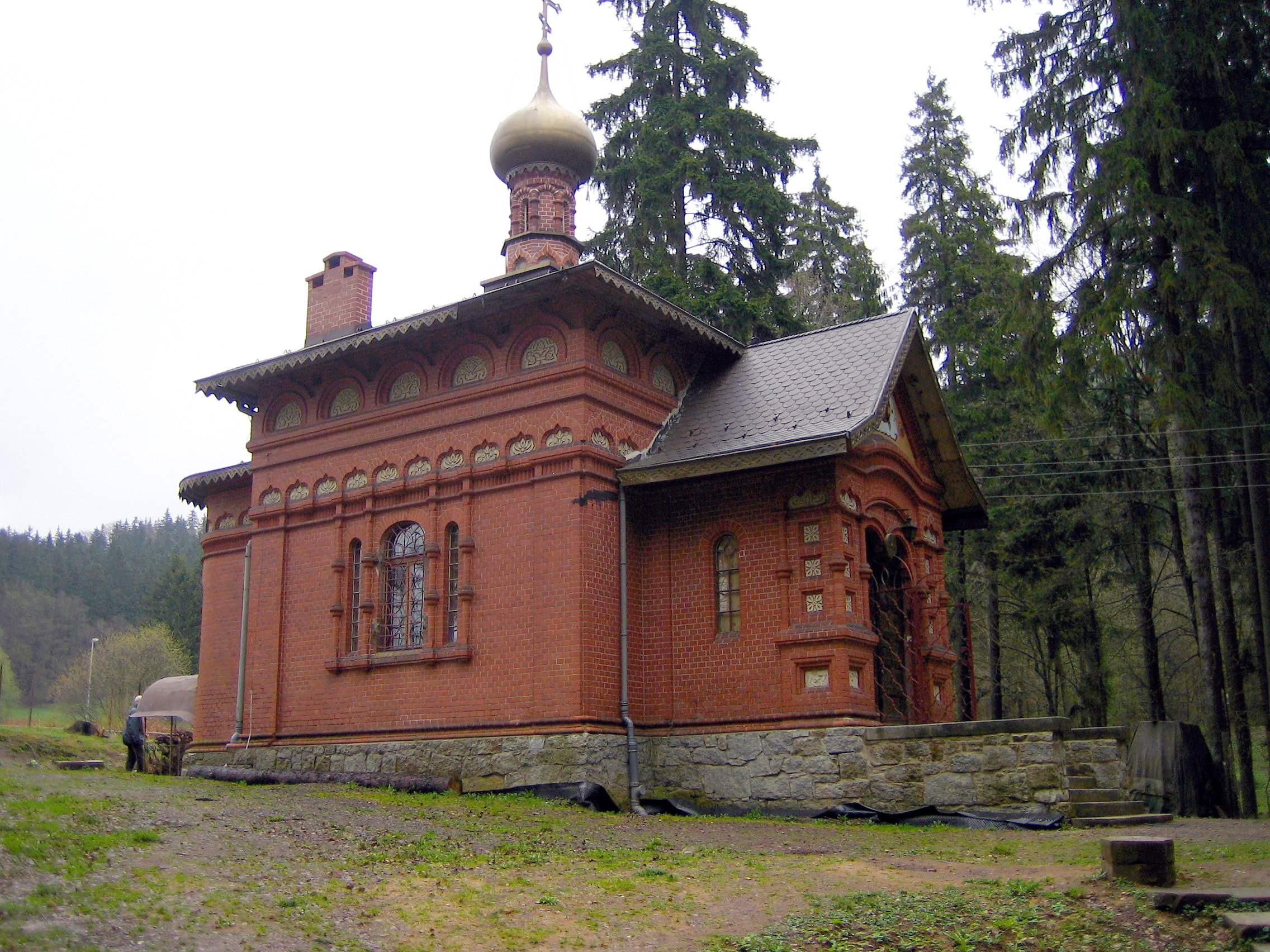
Russisch-orthodoxe Kapelle

- Ehemaliges Sanatorium Dr. Brehmer im Westteil des Dorfes, südlich der Hauptstraße; Es bestand aus drei Teilen:
  - Altes Kurhaus von 1862 (abgebrochen in den 1970er Jahren)
  - Brehmer-Haus, errichtet 1870–1871
  - Neues Kurhaus, errichtet 1875–1878 im Stil der Neuromanik und Neugotik nach Entwürfen des Architekten Edwin Oppler, 1882 modernisiert; nach 1945 Sanatorium „Grunwald“; Mittel- und Ostteil später devastiert; restlicher Teil 2005 abgebrannt
- Ehemalige Kurvillen, teilweise restauriert und umgebaut
- Fundamente des Humboldt-Tempels, des Flügge-Pavillons und des Brausepavillons, errichtet in den 1860er und 1870er Jahren, nach 1945 zerstört
- Holzhäuser aus dem 18. und 19. Jahrhundert entlang der Hauptstraße (ul. Główna)
- Russisch-orthodoxe Kapelle von 1901, nach 1945 zweckentfremdet und devastiert, nach der politischen Wende von 1989 mit Unterstützung der Bruderschaft des heiligen Fürsten Wladimir und mit Mitteln des Freisinger katholischen Vereins Renovabis wiederhergestellt
- Ruine der Burg Freudenburg (östlich des Ortes, Wanderweg durch den Freudengrund – Sokołowiec)

## Persönlichkeiten
- Der Dichter Albert Emil Brachvogel lebte einige Zeit in Görbersdorf.

## Fiktives
Die polnische Nobelpreisträgerin Olga Tokarczuk lässt ihren Roman Empusion (2021) in Görbersdorf in Anspielung auf Thomas Manns Zauberberg spielen.